# ウィル・ロジャース
ウィリアム・ペン・アデア・ロジャース（通称ウィル・ロジャース、英:William Penn Adair "Will" Rogers、1879年11月4日-1935年8月15日）は、チェロキー族の血を受けたアメリカ合衆国のカウボーイ、コメディアン、ユーモア作家、社会評論家、ボードビル芸人および俳優である。子供はアメリカ合衆国下院議員で第二次世界大戦の古参兵ウィル・ロジャース・ジュニアである。
オクラホマ州自慢の息子として知られるロジャースは、インディアン準州の著名な家庭の子として生まれた。世界中を3度も旅し、71本の映画（50本はサイレント、21本はトーキー）を作った。全国紙に4,000本以上のコラムを書き、世界的に有名な存在になった。
1930年代半ばまでにロジャースは米国で高い人気をもち、当時のハリウッドではギャラが最高級の映画スターとなった。1935年、ロジャースは飛行士のウィリー・ポストとアラスカ準州バロー近くで小型飛行機で飛行中に墜落事故死した。

## 初期の経歴

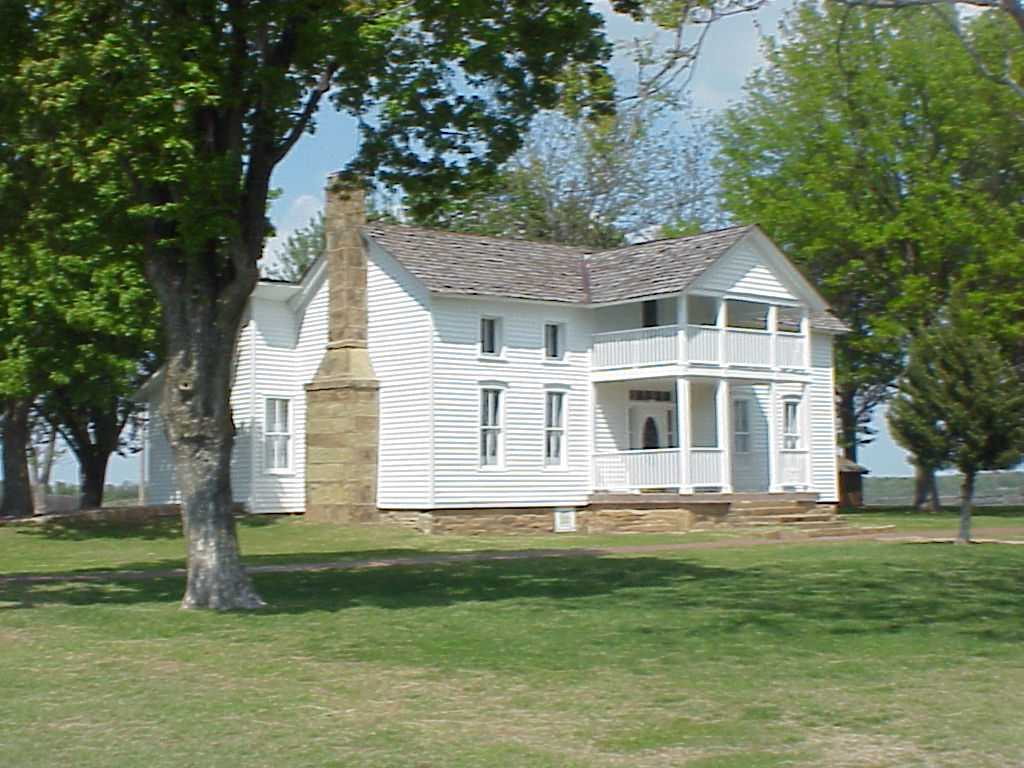
ヴァーディグリス川のホワイトハウス、オクラホマ州ウーロガー近くのロジャースの生家

ロジャースはインディアン準州のドッグアイアン牧場、現在のオクラホマ州ウーロガー近くで生まれた。生家は1875年に建てられたものであり、「ヴァーディグリス川のホワイトハウス」と呼ばれた。父のクレメント・ヴァン・ロジャース（1839年-1911年）と母のメアリー・アメリカ・シュリムシャー（1838年-1890年）はどちらもチェロキー族の血を引いており、ウィル・ロジャース自身は32分の9がチェロキー族の血だった。ロジャースは、先祖がメイフラワー号で来たわけではないが、「その船には会った」と冗談を言っていた。父のクレメント・ロジャースはインディアン準州で著名な存在だった。チェエロキー族の上院議員かつ判事であり、南軍の古参兵となり、オクラホマ憲法制定会議では代議員を務めた。オクラホマ州ロジャース郡はクレメント・ロジャースの栄誉を称えて名付けられた。母のメアリー・ロジャースは4分の1がチェロキー族の血であり、またペイント一族の血筋だった。母はウィル・ロジャースが11歳のときに死に、父は母の死後から2年経たないうちに再婚した。
ロジャースは8人兄弟の末っ子だった。その名はチェロキー族指導者ウィリアム・ペン・アデア大佐に因んで名付けられた。兄弟のうち3人の姉妹、サリー・クレメンタイン、モード・エセルおよびメイ（メアリー）だけが成人した。この子供達はミズーリ州ニーオショーにあるウィロー・ハッセル学校に通い、後にブーンビルのケンパー士官学校に入った。ロジャースは10年生でその学業を終えた。ロジャースは「10年生のときに4年生の教科書を勉強した」と言っているように、学校の成績は良くなかったことを認めていた。カウボーイや馬の方に興味があり、ロープの使い方を学び、投げ縄を使った。
ロジャースはその簡単な正規教育を終えた後で、長年ドッグアイアン牧場で働いた。1901年の暮れ近く、ロジャースと友人の1人がアルゼンチンのガウチョとして働こうと思いつき家を出た。二人は1902年5月にアルゼンチンに到着し、アルゼンチン・パンパで牧場主になろうとして5ヶ月を過ごした。不運なことにロジャースと友人は持ち金をすべて無くし、ロジャースの言葉に拠れば「国に送還されるのを恥じた」ので、友人と別れたロジャースは南アフリカに渡った。そこでイギリス軍の馬を飼い馴らす仕事を手に入れたが、ボーア戦争は3ヶ月前に終わっていたと言われることがある。実際にはムーイ川ステーションにあるピッチョンの牧場で仕事に就いていた。
戦争が終わるとイギリス軍はもはや軍馬の飼育員を必要としなくなり、ロジャースは「テキサス・ジャックの大西部サーカス」でロープの使い手としてショービジネスの経歴を始めた。
ロジャースはジャックのガイドに感謝しながらも、移動したいという願望があり、サーカスを辞めてオーストラリアに行った。テキサス・ジャックはそこに居るワース・ブラザーズ・サーカスに推薦状を書いてくれ、ロジャースは馬乗りやロープ使いの芸を続け、またポニーの芸もさせた。ロジャースは1904年にアメリカ合衆国に戻り、アメリカの巡回ボードビルでロープの技を試し始めた。

## ボードビル

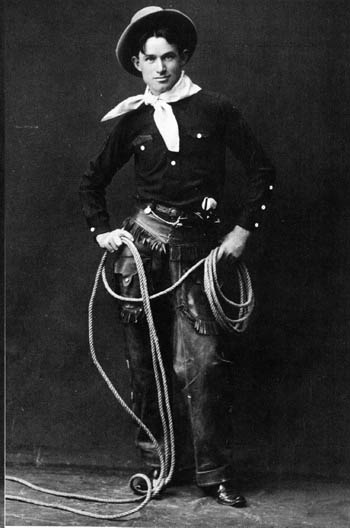
1900年より前に撮影されたロジャースの写真

ロジャースはニューヨーク市に旅し、マディソン・スクエア・ガーデンに行くと、野生の牛が競技場から飛び出し観客席に登り始めた。ロジャースは直ぐにロープで牛を捕まえ、群衆を喜ばせた。新聞の第一面に称賛の声が載ったのでロジャースにとっては大きな宣伝になり。観衆はもう一度見たいと願った。ウィリアム・ハマーシュタインがロジャースのボードビル芸を見に来て、直ぐに文字通り屋根の上にあったビクトリア・ルーフにそのポニーと共に出ることにサインした。その後の10年間、ロジャースが数えてみると年に50週間、そのルーフや市内に無数あるボードビル劇場で働いた。
1908年、ロジャースはベティ・ブレイクと結婚し、この夫妻にはウィル・ロジャース・ジュニア（ビル）、メアリー・アメリア（メアリー）、ジェイムズ・ブレイク（ジム）およびフレッド・ストーンの4人の子供達が生まれた。ビルは第二次世界大戦の英雄となり、父の映画にも2回出演し、アメリカ合衆国下院議員になった。メアリーはブロードウェイの女優となり、ジムは新聞記者と牧場主になった。フレッドは2歳のときにジフテリアで死んだ。この家族はニューヨークに住んだが、夏の間はオクラホマで過ごすようにした。1911年、ロジャースはオクラホマ州クレアモア近くに20エーカー (8.1 ha) の牧場を1エーカー当たり500ドルで購入し、そこを終の棲家にするつもりでいた。
1915年秋、ロジャースはフロレンツ・ジークフェルトの「ミッドナイト・フロリック」（真夜中の浮かれ騒ぎ）に出演を始めた。このバラエティーショーはジークフェルトのニューアムステルダム劇場というナイトクラブの最上階で真夜中に始まり、多くの影響力がある固定客を惹き付けた。この頃までにロジャースはその芸を科学的に洗練させていた。その日のニュースに関する一人芝居は毎夜似たような流れに従った。カウボーイの服装でステージに現れ、物憂げに投げ縄を回しながら、「さて、何について話しましょうか？話して面白いことは持っていないんですよ。私が知っているのは新聞で読んだことだ」と話し始めた。続いてその日の新聞で読んだことについてジョークを飛ばした。「私が知っているのは新聞で読んだことだ」というセリフは、しばしばロジャースの最も有名な「落ち」として記述されることがあるが、事実は導入部でのセリフだった。
ニューアムステルダムでの出演は1916年まで続き、明らかに人気が出たのでより有名なジークフェルト・フォリーズに出演するようになった。ジークフェルトは、見事な衣装に身を包んだ美しい女性達の次の演し物のためにステージを作り直す間、観客を楽しませる単なる「繋ぎ」としてコメディアンを見ていた。ロジャースはロープ使いの芸と日々のニュースに関する的確な風刺で、自分のステージを維持しただけでなく、スターの地位にまで昇った。ニューヨーク・タイムズの論説は、「フォリーズに出ているウィル・ロジャースはアリストパネスの伝統を持ち込んで、しかも無価値ではないものにした」と論じた。ロジャースは、サミュエル・ゴールドウィンの会社であるゴールドウィン・ピクチャーズのために、サイレント映画にも手を広げた。1918年にニュージャージー州フォートリーで撮影した最初のサイレント映画『笑うビル・ハイド』を制作した。初期の映画の多くはニューヨークの大きな市場近くで制作されたので、フォリーズで試し、演じながら映画を作ることができた。1916年から1925年はフォリーズの大半に出演することになった。

## 映画

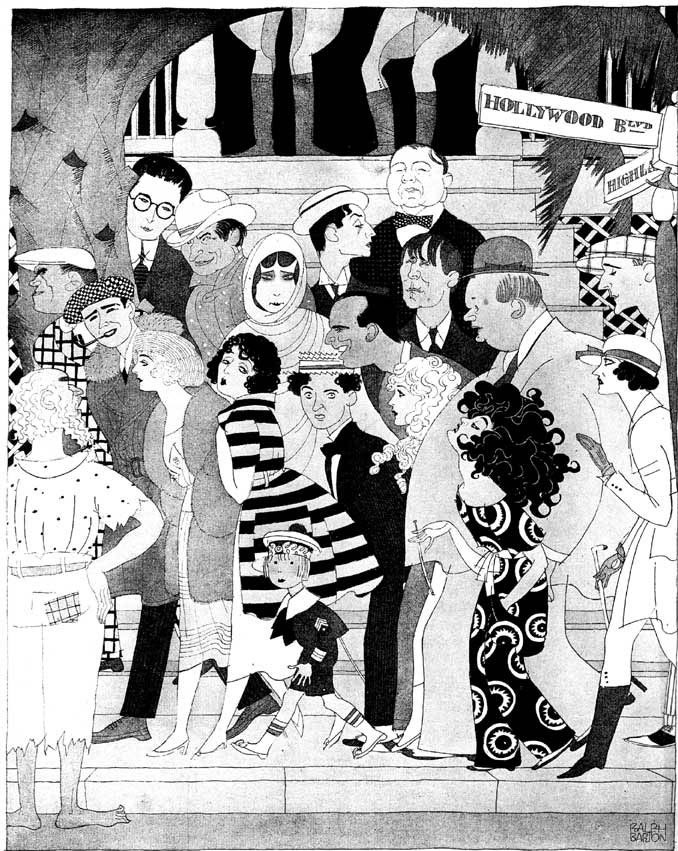
1921年の漫画、サイレント映画のスター達が描かれている。ロジャースは左上のカウボーイ・ハットを被った人物

1919年、カリフォルニア州で興隆してきた映画作りにゴールドウィン・ピクチャーズも合流したとき、ロジャースとまだ若いその家族も恒久的に西海岸に移転した。これと同じ頃、ゴールドウィン・ピクチャーズと契約のあった1921年までに12本の映画を制作し、ゴーモン映画会社のためにも「イリテレイト・ダイジェスト」（無教養の要約）という漫画映画シリーズを作成した。
ロジャースが映画の演技を楽しむ間、サイレント映画に出演することは明らかに沈黙という制限があり、ステージの上でのコメンテーターとして名声を得てきた彼にとって最強の手段ではなかった。このことはその映画に現れるかなり多くの吹き出しを書くことにもいくらか貢献した。1923年、ハル・ローチのために1年間の仕事を始め、12本の映画を制作した。1927年には他にも2本の主演サイレントと旅行記シリーズを作成した後は、1929年にトーキー映画への出演が始まるまでスクリーンには戻らなかった。
1929年から1935年、ロジャースはフォックス映画（現在の20世紀フォックス）のスターになった。B 級映画レベルの出演者を通り越し、リュー・エアーズ、ビリー・バーク、リチャード・クロムウェル、ジェーン・ダーウェル、アンディ・デバイン、ステパン・フェッチト、ジャネット・ゲイナー、ロシェル・ハドソン、ボリス・カーロフ、マーナ・ロイ、ジョエル・マクリー、ハティ・マクダニエル、レイ・ミランド、モーリン・オサリヴァン、ザス・ピッツ、ディック・パウエル、ビル・ボージャングル・ロビンソン、ミッキー・ルーニー、およびペギー・ウッドのような著名俳優と共に21本の映画に出演した。ジョン・フォードの映画では3本に出演して指導を受けた。
ロジャースの声が観客に親しみを持たれるようになるに連れて、通常のメーキャップもなく基本的に自分自身で演じることができ、映画ごとに当時の政治に関する親しみあるコメントではアドリブや演技も可能になった。その映画に清潔で道徳的な調子があったことで、様々な公立学校が授業のある日に教科に取り入れ、特別映写会に出席させるようになった。ロジャースの最も普通ではない役割はマーク・トウェインの小説『アーサー王宮廷のコネチカット・ヤンキー』の初のトーキー映画だった可能性がある。映画『あなたが感じように若い』、『プリースト判事』およびリチャード・クロムウェルやロシェル・ハドソンと共演した『人生は40歳から』でロジャースの人気は新しい高みに昇った。

## 旅
ロジャースは1922年暮れに『投げ縄を滑らせて』と題する毎週のコラムを書き始めた。既に気の利いた言葉について本を出版しており、ユーモアのある本の流れが着実に始まっていた。1922年から1935年にかけて、マクノート・シンジケートのために一連のコラムを書き続けること、さらには自ら出演したりラジオ放送を通じることで、アメリカ大衆の愛情溢れる称賛を得、当時の問題や著名な人々、特に政治家をウィットに富んだ方法でからかっていた。党派に偏らない立場から文章を書いたので、大統領の友人や偉人に信頼される人になった。冷静な思考と暖かい人柄で愛され、アートマス・ウォードやマーク・トウェインの後継者と考えられることも多かった。ロジャースは観客の前で政治をユーモアで表現したことでは最初のエンタテナーではなかった。ブロードウェイのコメディアン、レイモンド・ヒッチコックやイギリスのハリー・ラウダー卿の方が数年先行していた。伝説的なボブ・ホープはロジャースの例に倣った最大の政治ユモリストである。
1925年から1928年、ロジャースはアメリカ合衆国を長くまた幅広く「講演旅行」に出た（「ユーモリストは楽しませ、講演者は悩ませる」と指摘することでその講演を始めた）。この期間、初期の航空郵便を運ぶパイロットと共に海岸から海岸まで飛んだ初めての市民となった。ナショナル記者クラブはロジャースのことを「アメリカ合衆国の全州大使」と呼んだ。アメリカ合衆国からのゲストとしてチャールズ・リンドバーグと共にメキシコシティを訪問した。このときの駐メキシコ大使ドワイト・モローの娘アンが後にリンドバーグと結婚した。その後、ロジャースは多くの晩餐後スピーチを行い、人気のある集会演説者となり、洪水、干魃あるいは自身の犠牲者に数多い慈善を行った。1932年、ロジャースはアメリカ合衆国大統領選挙に出馬した。
1930年から1935年、ガルフ石油のためにラジオ放送を行った。毎週日曜夕方のこのショー、「ガルフ・ヘッドライナーズ」は全国でもトップクラスのラジオ番組にランクされた。ロジャースはそのスタジオの観客に反応して1つの話題から次の話題へと簡単に移り渡るので、初期の放送では制限時間の30分を越えてしまうことが多く、中間部分が省略された。これを正すために手巻き目覚まし時計を持ち込み、放送中の警告音でそのコメントを纏め始めるようになった。1935年までにロジャースのショーは「ウィル・ロジャース・とその有名な目覚まし時計」という題で放送されるようになった。
1931年に東洋に、翌年には中央アメリカと南アメリカに旅した。1934年、ロジャースは世界一周旅行を行いユージン・オニールの劇作『おー、荒野！』で主役を演じるために戻ってきた。ロジャースは一時的にフォックスからMGMに期限付き移籍し、1935年のこの戯曲の映画版に出演した。しかし、ロジャースの配役とその息子との間の「人生の真実」に関する会話についてファンの反応を心配してその役を辞退させることになり、スケジュールを解約してその夏、ウィリー・ポストと飛行機で飛ぶことになった。
1934年、ロジャースはロサンジェルスのアンバサダーホテルのフィエスタ・ルームで開催された第6回アカデミー賞授賞式を司会した。同じ頃、『ウィル・ロジャースが言っている』と呼ぶ人気があり全国紙に出る短編を書き始めてもいた。毎日のニュースに関して構成する文字通り電報が、契約新聞の第一面を飾ることも多かった。ロジャースは「私はどの党派にも属さないが、民主主義者だ」といって民主党員であることを確認し、フランクリン・ルーズベルトを声高に支持する者だった。ある時には民主党がロジャースの大きな人気からの恩恵を期待して、オクラホマ州知事選にでないかという打診もあった。

## 「私は嫌いな人とまだ会ったことがない」
ウィル・ロジャースの最も有名なセリフの一つは「私は嫌いな人とまだ会ったことがない」であり、これはもっと長い発言の一部であり、元々レフ・トロツキーに言及したときのことだった。

## 死と遺産
1935年、ウィリー・ポストはアメリカ合衆国西海岸からロシアに郵便と乗客を運ぶ空路の調査に興味を持つようになった。ポストは資金が足りなかったので2機の飛行機から回収した部品を使って1機の飛行機を組み立てた。機体は耐空性のあるロッキード・オリオンのものから、翼は壊れていた実験用のロッキード・イクスプローラーから持ってきた。イクスプローラーの翼はオリオンが持っていた翼より6フィート (1.8 m) 長かったが、合成飛行機の航続距離を伸ばす利点があった。イクスプローラーの翼には引き込み可能な着陸装置が無かったので、アラスカやシベリアの湖に着水するためのフロートを備えるには適していた。ポストの友人であるロジャースは、ポストが飛行機を改造している間にカリフォルニア州バーバンクの飛行場をしばしば訪れ、新聞のコラムのための新しい材料を探すためにアラスカを飛んでみたいとポストに頼んだ。ポストが注文したフロートが期限通りシアトルに届かなかったとき、ポストはもっと大きな飛行機のために設計されたフロートを取り付け、ただでさえ機首が重かった合成飛行機がさらに機首が重くなった（ある史料ではフロートがその飛行機に合っていたと述べている）。
ポストとロジャースは7月に試験飛行を行った後、8月初旬にレントンのワシントン湖を出発した。ポストが飛行機を操縦する間、ロジャースは自分のタイプライターでコラムを書いていた。8月15日、彼等はアラスカのフェアバンクスからポイントバーローに向けて出発した。ポイントバーローまで数マイルになった時に、悪天候のために飛んでいる位置が分からなくなり、方向を聞くために潟湖に着水した。離陸のときに低高度でエンジンが止まり、低速度では機種の重い機体を操縦できなくなって潟湖に突っ込み、右翼が折れて、機体は浅い潟湖で裏返しになった。二人とも即死だった。
彼等がフェアバンクスを出発する前に、サウスコースト・コリント・ヨットクラブに所属するヨットクラブ三角旗にサインして郵送していた。この署名入り三角旗は、カリフォルニア州マリーナ・デル・レイのサウスコースト・コリント・ヨットクラブに展示されている。

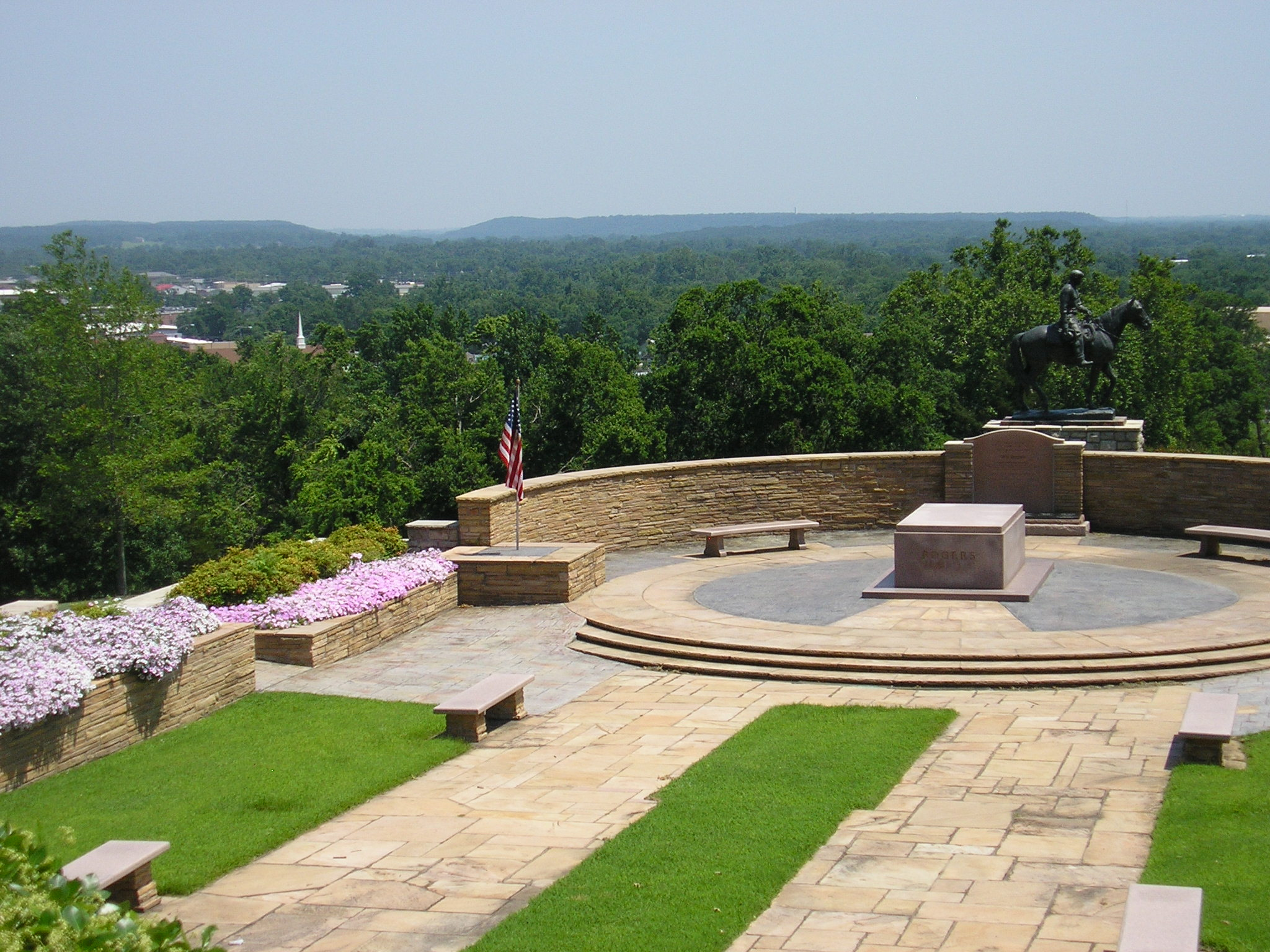
オクラホマ州クレアモアのウィル・ロジャース記念碑にあるウィル・ロジャースの墓

### オクラホマ州の表彰
ワシントンD.C.アメリカ合衆国議会議事堂の国立彫像ホール・コレクションにオクラホマ州が寄贈した彫像の1体はロジャースのものである。その制作費用は州予算に計上され、彫刻家ジョー・ダビッドソンが粘土で形作り、ベルギーのブリュッセルで青銅像に鋳込まれた。ダビッドソンはロジャースの親友であり、ダビッドソンがいつも彫刻用の頭を探していたので、ロジャースが「ヘッドハンター」という渾名を付けていた。1939年6月6日、2,000人以上の観客の前で除幕され、国立彫像ホールの隣、下院議場入口に面して立っている。議事堂建築監デイビッド・リンは、議事堂でこのように大きな儀式が行われこれほど多くの人が集まったものは無かったと言った。
オクラホマの指導者達が議事堂に収める2つの彫像の一つとして、州を代表するようロジャースに求めたとき、ロジャースは下院議場に面して彫像が置かれるという条件で合意していた。おそらく「議会に常に目を付けていられる」ようにだと考えられている。議事堂のこの部分にある彫像の中で、ロジャースの彫像のみが議場入口を向いている。議事堂の案内人に拠れば、歴代大統領が一般教書演説を行うために議場に入る前に、幸運を願ってロジャースの像の左足を撫でるということである。
オクラホマ州では多くの場所や建物がロジャースに因んで名付けられている。生誕地はオクラホマ州ウーロガーの2マイル (3 km) 東にある。ヴァーディグリス川が溢れてウーロガー湖を作った時に、その家自体は約4分の3マイル (1.2 km) 移動され、当初の場所を見下ろす現在の位置に据えられた。家族の墓は近くのクレアモアにあるウィル・ロジャース記念博物館にあり、そこは1911年にロジャースが余生を過ごすために購入した場所である。1944年、ロジャースの遺体はカリフォルニア州の地下墓所からこの墓に移された。妻のベティがその年遅くに死んだときに、ロジャースの隣に埋葬された。国立彫像ホールに立っているダビッドソンの彫像のコピーをダビッドソンが自費で鋳造し、この博物館に収めた。生誕地と博物館はどちらも公開されている。
オクラホマシティのウィル・ロジャース・ワールド空港はロジャースに因んで名付けられている。またタルサとミズーリ州ジョプリンの間の州間高速道路44号線の部分として知られるウィル・ロジャース・ターンパイクも同様である。オクラホマ州ビニタ近くで、州間高速道路の両レーンに跨るマクドナルドの西アンカー外にロジャースの彫像が立っている。ウィル・ロジャース・ワールド空港が最近拡張、改良され、ターミナル正面に馬に跨ったウィル・ロジャースの彫像が置かれた。
オクラホマ州にはウィル・ロジャースの名前を冠した学校が13ある。タルサのウィル・ロジャース高校などである。オクラホマ大学は学生会館の大きな部屋をウィル・ロジャース・ルームと名付けた。アメリカ・ボーイスカウトにはオクラホマ州クリーブランド近くにウィル・ロジャース協議会とウィル・ロジャース・スカウト保留地がある。

### カリフォルニア州の記念碑

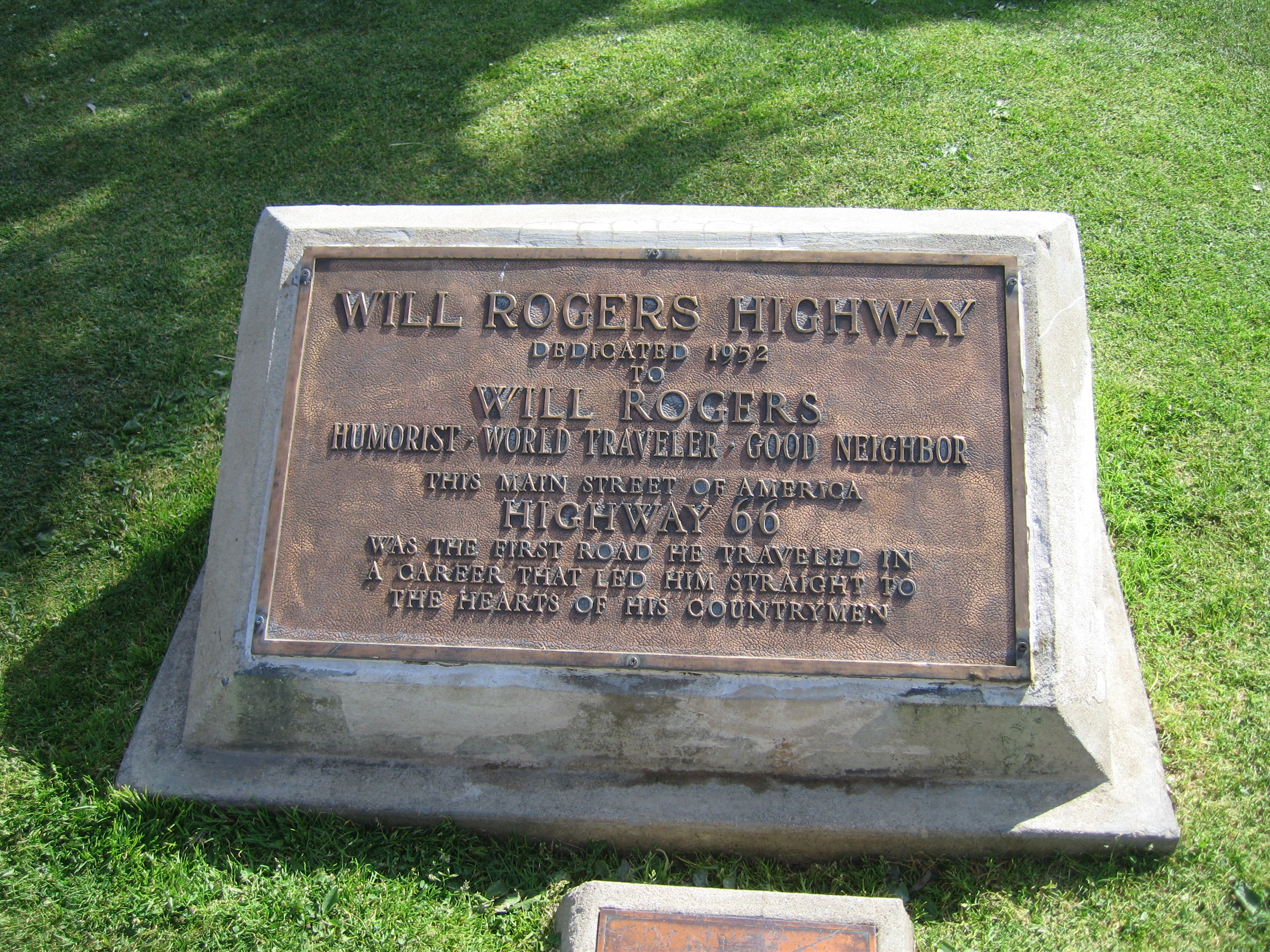
アメリカ国道66号線の西終点にある記念碑

カリフォルニア州ロサンジェルスのパシフィック・パリセイドには、ロジャースの家、馬屋、およびポロ競技場が州立ウィル・ロジャース歴史公園として大衆の娯楽のために保存されている。未亡人ベティが1944年に死ぬときにその資産をカリフォルニア州に遺贈した。サンタモニカのウィル・ロジャース小学校はロジャースに因んで名付けられている。ロングビーチとフェアオークスにはそれぞれウィル・ロジャースの名を冠した中等学校がある。アメリカ海軍の原子力潜水艦ウィル・ロジャース (USS Will Rogers, SSBN-659) は彼の栄誉を称えて名付けられている。ビバリーヒルズのサンセットドライブ・アンド・ビバリーにある小さな公園もウィル・ロジャース公園と名付けられている。またマリブの海浜はウィル・ロジャース・ビーチと名付けられた。
アメリカ国道66号線はウィル・ロジャース・ハイウェイと呼ばれている。このユモリストにハイウェイを献げる銘板がサンタモニカの66号線西端の反対側に置かれている。

### テキサス州の記念碑
1936年、テキサス州フォートワースにウィル・ロジャース記念センターが建設された。コロシアムのロビーには愛馬ソープスーズに乗ったロジャースの壁画が掛かり、ランドマーク・パイオニア・タワーのロタンダ下にはロジャースの胸像が置かれている。ソープスーズに跨った等身大ロジャースの彫像は『日没に向かって』と題され、エレクトラ・ワゴナー・ビッグスが制作し、芝生の上に置かれている。
『日没に向かって』のコピーがテキサス州ラボックのテキサス工科大学の主キャンパス中庭入口に立っている。この記念碑は1950年2月16日に、ロジャースの長年の親友だったアモン・G・カーターによって除幕された。カーターはテキサス工科大学がこの彫像に完璧に適した場所であり、テキサス州西部の伝統と景色に映る者と考えた。
この彫像は高さ9フィート11インチ (302 cm)、重さが3,200ポンド (1,440 kg) ある。見積費用は25,000ドルだった。彫像の台座には「お気に入りの馬ソープスーズに跨り西部の日没に向かって騎り進む愛されたオールド・ウィル・ロジャース」と彫られている。
今日、この彫像についてテキサス工科大学の伝統と伝説がある。一つの伝説では、ウィル・ロジャースが日没に向かって騎り進むように置く計画だったが、そうするとソープスーズのお尻が町の中心街に向くためにできなかった。この問題を解決するために、馬とウィルは23度東に振られ、馬のお尻がライバル校の一つであるテキサス農工大の方向に向くようにされた。
テキサス工科大学のフットボールのホーム試合全ての前に、サドル・トランプスがオールド・ウィルを赤いクレープ紙で包む。国民的不幸を悼む時には黒のクレープ紙でウィル・ロジャースとソープスーズを包んでもいる。
この彫像の3番目のコピーはオクラホマ州クレアモアのウィル・ロジャース記念碑にある。

### 国民の記念
ロジャースの長男、ビルは1952年の伝記映画『ウィル・ロジャースの物語』に父と同様主演した。1991年トニー賞ミュージカル作品賞を受賞したミュージカル『ウィル・ロジャース・フォリーズ』では、キース・キャラダインを主役に現代の観衆の前に現れ、一人芝居『ウィル・ロジャースのU.S.A』ではジェームズ・ホイットモアがロジャースを演じている。
1948年11月4日、アメリカ合衆国郵政省はロジャースの肖像を入れた3セント切手の初日カバーでロジャースを記念した。そこには「オクラホマ州クレアモアのユモリスト、ウィル・ロジャースの栄誉に」と記されている。1979年には生誕100年を記念し、アメリカ合衆国郵便公社が「演芸」シリーズの一つとして15セント切手が発行した。
アラスカ州バーローの空港はロジャースとポストの命を奪った飛行機事故現場から約16マイル (26 km) の位置にあり、ウィリー・ポスト＝ウィル・ロジャース記念空港と呼ばれている。

## 映画の中の人物
1994年の映画『ミセス・パーカー/ジャズエイジの華』ではキース・キャラダインが演じた。

## 出演映画

### サイレント
- Laughing Bill Hyde（笑うビル・ハイド、1918年）
- 『女に親切な男』Almost A Husband（ほとんど夫、1919年）
- 『ジュビロー』Jubilo（ジュビロ、1919年）
- 『酒の世の中』Water, Water Everywhere（水だ、どこも水だ、1919年）
- 『金鉄の誓』The Strange Boarder（妙な間借り人、1920年）
- 『俺あジムさ』Jes' Call Me Jim（ジェス、ジムと呼んでくれ、1920年）
- 『愛の牧童』Cupid The Cowpuncher（カウボーイのキューピッド、1920年）
- 『自然児』Honest Hutch（正直者ハッチ、1920年）
- Guile Of Women（女の狡さ、1920年）
- 『呑気者』Boys Will Be Boys（少年は少年になる、1921年）
- An Unwilling Hero（不本意な英雄、1921年）
- 『身代りロメオ』Doubling For Romeo（ロメオに2倍、1921年）
- 『金持の親類』A Poor Relation（お粗末な関係、1921年）
- The Illiterate Digest（無教養の要約、1920年）
- 『魂の入れ替え』One Glorious Day（栄光の日、1922年）
- The Headless Horseman（頭の無い騎手、1922年）
- The Ropin' Fool（縄使いの馬鹿、1922年）
- Fruits Of Faith（誠実の果実、1922年）
- One Day in 365（365日の1日、1922年、非公開）
- Hollywood（ハリウッド、1923年）
- Hustling Hank（ハッスル・ハンク、1923年）
- Two Wagons Both Covered（覆われた2台の荷馬車、1923年）
- Jes' assin' Through（ジェス、アッシン、スルー、1923年）
- Uncensored Movies（無検閲の映画、1923年）
- The Cake Eater（ケーキ食い、1924年）
- The Cowboy Sheik（カウボーイの色男、1924年）
- Big Moments From Little Pictures（小さな絵から大きな動き、1924年）
- High Brow Stuff（広い額の詰め物、1924年）
- Going to Congress（議会に行く、1924年）
- Don't Park There（そこに停めるな、1924年）
- Jubilo, Jr.（ジュビロ・ジュニア、1924年、我々ギャング・シリーズの一部）
- Our Congressman（我らの議員さん、1924年）
- A Truthful Liar（正直な嘘つき、1924年）
- Gee Whiz Genevieve（ジー、ホウィッズ、ジュヌビエーブ、1924年）
- Tip Toes（つま先立ちして、1927年）
- A Texas Steer（テキサスの雄牛、1927年）

旅行記シリーズ
- In Dublin（ダブリンにて、1927年）
- In Paris（パリにて、1927年）
- Hiking Through Holland（オランダのハイキング、1927年）
- Roaming The Emerald Isle（エメラルド島ぶらり旅、1927年）
- Through Switzerland And Bavaria（スイスとバイエルンを抜けて、1927年）
- In London（ロンドンにて、1927年）
- Hunting For Germans In Berlin（ドイツのベルリンでのハンティング、1927年）
- Prowling Around France（フランス徘徊、1927年）
- Winging Round Europe（ヨーロッパひとっ飛び、1927年）
- Exploring England（イングランド探検、1927年）
- Reeling Down The Rhine（ライン川船下り、1927年）
- Over The Bounding Blue（境界の青の向こう、1928年）

### トーキー
- 『巴里見るべし』They Had To See Paris（彼等はパリを見なければ、1929年）
- 『ハッピイ・デイズ』Happy Days（幸せな日々、1929年）
- So This Is London（そう、これがロンドンだ、1930年）
- Lightnin'（雷、1930年）
- 『親爺は若い』Young As You Feel（あなたが感じるように若い、1930年）
- Ambassador Bill（大使のビル、1930年）
- Business and Pleasure（仕事と趣味、1930年）
- 『愉快な武士道』A Connecticut Yankee（コネチカットのヤンキー、1931年）
- Down To Earth（地上に降りた女神、1932年）
- Too Busy To Work（忙しくて働けない、1932年）
- 『あめりか祭』State Fair（ステート・フェア、1933年）
- Doctor Bull（ブル医師、1933年）
- Mr. Skitch（ミスター・スキッチ、1933年）
- David Harum（デイビッド・ハラム、1934年）
- Handy Andy（何でも屋、1934年）
- 『プリースト判事』Judge Priest（1934年）
- The County Chairman（郡議長）
- Life Begins At Forty（人生は40歳から、1935年）
- Doubting Thomas（トマスを疑え、1935年）
- 『周遊する蒸気船』Steamboat Round the Bend（ベンドを回る蒸気船、1935年）
- 『懐しのケンタッキイ』In Old Kentucky（古きケンタッキーにて、1935年）